# (18872) Tammann
(18872) Tammann  es un asteroide perteneciente al cinturón de asteroides, descubierto el 8 de noviembre de 1999 por S. Sposetti desde el Observatorio Astronómico de Gnosca, en Suiza.

## Designación y nombre
Tammann se designó inicialmente como 1999 VR207.
Se la puso el nombre de 18872 Tammann en honor de cosmólogo suizo Gustav Tammann (n. 1932), profesor de astronomía en la Universidad de Basilea. Es un renombrado especialista a nivel mundial en la determinación de la constante de Hubble.

## Características orbitales
Tammann orbita a una distancia media del Sol de 2,5960 ua, pudiendo acercarse hasta 2.4097 ua y alejarse hasta 2,7823 ua. Tiene una excentricidad de 0,0717 y una inclinación orbital de 14,2492° grados. Emplea en completar una órbita alrededor del Sol 1527.7852 días.

## Características físicas
Su magnitud absoluta es 13,3. Tiene 5,482 km de diámetro. Su albedo se estima en 0,162.